# (9968) Serpe
(9968) Serpe est un astéroïde de la ceinture principale.

## Description
(9968) Serpe est un astéroïde de la ceinture principale. Il fut découvert le 4 mai 1992 à La Silla par Henri Debehogne. Il présente une orbite caractérisée par un demi-grand axe de 2,57 UA, une excentricité de 0,05 et une inclinaison de 13,0° par rapport à l'écliptique.

## Compléments